# Lars-Erik Bengtsson
Willy Lars-Erik Bengtsson (Solna, 28 de mayo de 1942) es un deportista sueco que compitió en natación. Ganó una medalla de oro en el Campeonato Europeo de Natación de 1962 en la prueba de 4 × 200 m libre.

## Palmarés internacional
| Campeonato Europeo | Campeonato Europeo | Campeonato Europeo | Campeonato Europeo |
| Año                | Lugar              | Medalla            | Prueba             |
| ------------------ | ------------------ | ------------------ | ------------------ |
| 1962               | Leipzig (RDA)      | Medalla de oro     | 4 × 200 m libre    |